# 中川浩一
中川 浩一（なかがわ こういち、1931年7月17日 - 2008年8月19日）は、日本の地理学者、茨城大学名誉教授。専門は交通地理学、産業考古学。夏目漱石や森鷗外の研究者でもある。鉄道ファンとしても知られ、鉄道ピクトリアルの編集委員を務めていた。東京市出身。中川元は父方祖父。
卒業論文・修士論文の指導は尾留川正平から受け、結婚式の仲人も尾留川が務めた。

## 略歴
- 1950年 - 東京都立西高等学校卒業
- 1954年 - 東京教育大学理学部地理学専攻卒業、東京都渋谷区立代々木中学校教諭
- 1957年 - 東京教育大学理学研究科修士課程修了、茨城県立水戸第一高等学校教諭
- 1958年 - 東京教育大学附属中学校・高等学校（現在の筑波大学附属中学校・高等学校）教官
- 1961年 - 東京教育大学講師（併任）
- 1974年 - 茨城大学教育学部助教授
- 1982年 - 茨城大学教育学部教授
- 1997年 - 茨城大学定年退官、流通経済大学経済学部教授、茨城大学名誉教授
- 2002年 - 流通経済大学定年退職。
- 2008年8月19日 - 神奈川県相模原市内の病院において死去。享年77。

### 鉄道研究会顧問
- 茨城大学で教鞭をとっていた1981年6月16日には、茨城大学人文学部社会科学科教授の小林三衛と共に、茨城大学鉄道研究会の顧問に就任している。1997年から2002年までの間は、流通経済大学鉄道研究会の顧問を務めた。
- 1990年4月1日には、茨城大学鉄道研究会OB会の名誉顧問に就任。

## 交通、鉄道、旅行、産業考古学に関する著作

### 著書
- 「旅の文化誌－ガイドブックと時刻表と旅行者たち」（1979年、伝統と現代社）
- 「茨城県鉄道発達史」上・下（1980年、筑波書林）
- 「茨城県鉄道発達史」合本（1980年、筑波書林）
- 「茨城の民営鉄道史」上・中・下（1980年、筑波書林）
- 「茨城の民営鉄道史」合本（1980年、筑波書林）
- 「茨城県鉄道余話」上・下（1981年、筑波書林）
- 「鉄道記念物の旅」（1982年、クオリ）
- 「保存蒸気機関車と鉄道博物館」（1982年、クオリ）
- 「地下鉄の文化史」（1984年、筑摩書房）
- 「地下鉄物語」（1985年、ジャルパック・センター）
- 「観光の文化史」（1985年、筑摩書房）
- 「茨城県水力発電誌」上・下（1985年、筑波書林）
- 「水戸の電気のルーツをたずねて」（1985年、東京電力水戸営業所）
- 「バスの文化史」（1986年、筑摩書房）
- 「絵はがきの旅・歴史の旅」（1990年、原書房）
- 「RM LIBRARY63 茨城交通水浜線」 （2004年、ネコ・パブリッシング）

### 編著
- 「点と線のヨーロッパ」（1969年、古今書院）
- 「産業遺跡を歩く－北関東の産業考古学」（1978年、産業技術センター → クオリ）
- 「近代アジア・アフリカ都市地図集成」（1996年、柏書房）

### 共著
- 「軽便王国雨宮」（1972年、丹沢新社）
- 「RM LIBRARY106 鹿島鉄道－鹿島参宮鉄道・関東鉄道鉾田線－」（2008年、ネコ・パブリッシング）

### 共編著
- 「日本の客車－写真で見る客車の90年」（1962年、鉄道図書刊行会）
- 「復刻版 日本の客車－写真で見る客車の90年」「（限定付録）日本の客車 落穂集」（2010年、鉄道図書刊行会）
- 「日本の内燃車両」（1972年、鉄道図書刊行会）
- 「写真集山手線」（1980年、立風書房）
- 「日本の産業遺産 300選」2（1993年、同文館）
- 「日本の産業遺産 300選」3（1993年、同文館）

### 社史の監修および執筆
- 「京浜急行八十年史」（1980年、京浜急行電鉄）
- 「京浜急行電鉄史資料所在目録」（1981年6月、京浜急行電鉄）の解題のうち「東京貿易新報」「旅」

### 分担執筆
- 「日本の鉄道」（1964年、交通博物館）のうち「私設鉄道」
- 「交通地理学」（1968年、大明堂）のうち「地理教育における交通」「大都市の交通問題」
- 「軽便の記録」（1974年、丹沢新社）のうち「軽便鉄道ノート」
- 「茨城の科学史」（1978年、常陸書房）のうち「日清製粉と山の工場」「石岡第一発電所と鉱山事業」「サクションガスと茨城電気」「日立鉱山電気鉄道」「川蒸気と通運丸」「水戸鉄道の記念碑」「那珂湊の運河・万右衛門川」「横利根の閘門と水運」「竹内権兵衛と茨城交通」
- 「すてきな旅・北欧」（1979年、世界文化社）のうち「山岳美を満喫するベルゲン鉄道」
- 「横浜フランス物語」（1979年、産業技術センター）のうち「フランス産業遺跡」
- 「Travel Agent Manual 1980」（1980年、森岩トラベル・エンタープライズ）のうち「世界のガイドブック」
- 「海外旅行事典」（1981年、アルク）のうち「旅の参考書」
- 「東京の国電」（1981年、ジェー・アール・アール）のうち「東京の国電－消えた線区」
- 「地下鉄ガイド」（1982年、ジェー・アール・アール）のうち「地下鉄とは何か」
- 「霞ヶ浦－自然・歴史・社会」（1984年、古今書院）のうち「霞ヶ浦水域における定期船運航史」
- 「続茨城の科学史」（1985年、常陸書房）のうち「日立鉱山の架空索道」「ガソリン代用の木炭ガス」「交流・直流の車上切り替」「霞ヶ浦の女王さつき丸」「八溝山麓の水車」「初期の発電用水車」「電化は鉱山から」「喜寿を迎えた中里発電所」「太田の七人組と里川発電所」「水資源の有効活用」「電 力のフォッサ・マグナ」「日立火力発電所」「日本最初のガス力発電」
- 「日本の水車」（1985年、ダイヤモンド社）のうち「現代の水車、筑波・多賀の山麓」
- 「北海道地方・新日本地誌ゼミナール」（1985年、大明堂）のうち「交通の変遷」
- 「地域をめぐる自然と人間との接点」（1985年、網井淳志郎先生退官記念論文集出版事業会）のうち「伊東水力電気の成立と展開」
- 「オリエント急行」（1985年、教育社）のうち「路線の変遷」
- 「小田急・車両と駅の60年」（1987年、大正出版）のうち「豆電車とモノレール」
- 「箱根の鉄道 100年」（1988年、大正出版）のうち「水力発電と箱根の電車」
- 「水戸の近代 100年」（1990年、茨城新聞社）のうち「水戸をめぐる鉄道開業の経緯」「水戸の電力史」
- 「東京駅と辰野金吾」（1990年、東日本旅客鉄道）のうち「新橋万世橋－ドイツ人技師ルムシュッテル」
- 「民営鉄道の歴史と文化 東日本編」（1992年、古今書院）のうち「京王帝都電鉄－その成立と多角経営の変遷」
- 「技術の文化史」（1993年、アグネ）のうち「輸入鉄道トラス橋の系譜」
- 「多摩の鉄道百年」（1993年、日本経済評論社）のうち「郊外電車の発展」「高度経済成長と鉄道の役割」「ケーブルカー」「基地と鉄道」「小河内ダムと鉄道」「失われた五日市線」
- 「水戸市史・下巻（一）」（1993年、水戸市）のうち「常磐線の開通と交通網の発展」
- 「鉄の橋百選」（1994年、東京堂出版）のうち「東武鉄道大谷川橋梁」「伊達橋」「第一松木川橋梁」「古河橋」「石ヶ瀬川橋梁」「近江鉄道愛知川橋梁」「南海電気鉄道紀の川橋梁」「第二渡良瀬川橋梁」
- 「水戸市史・下巻（二）」（1995年、水戸市）のうち「水浜電車・茨城鉄道の建設と水郡線の拡充」「自動車交通の発展」
- 「特別展　水戸駅－開業から百十年－」図録（1999年10月、水戸市立博物館）のうち「水戸にゆかりの明治のＳＬ」
- 「特別展　激動の昭和鉄道史　時代を走り抜けた軌跡を追って」図録（2008年、水戸市立博物館）のうち「「はつかり」登場以前－幻の「超特急」から準急「ときわ」まで」

### 座談会記録
- 「道と文化」（1986年、日本経済評論社）のうち「鉄道と文化現象」
- 「水戸の近代100年」（1990年、茨城新聞社）のうち「近代の意味するもの」

### 講演記録
- 「伝統と未来」（1991年、八戸市教育委員会）のうち「絵はがきの歴史から文化をみる」

## 交通、鉄道、旅行、産業考古学に関する雑誌投稿

### もはゆに
もはゆには、東京鉄道同好会の会誌。第1号から第16号までは別冊。第17号以降はRomanceCarの一コーナーとして収録。
- 第5号（1948年8月）「五日市線に乗る」

### ClubCar
ClubCarは、関西鉄道同好会の会報。
- 第33号（1949年7月）「西遊日記」
- 第35号（1949年9月）「続西遊日記」

### RomanceCar
RomanceCarは、東京鉄道同好会（1953年に鉄道友の会に吸収）の会誌。
- 第14号（1951年1月）もはゆに22＜ニュース欄＞「岳南鉄道・富士電車区・駿豆鉄道訪問記」「西武のおとぎ電車と安比奈砂利ホッパー等」「武蔵野スクラッブ」
- 第15号&第16号（1951年8月）もはゆに23＜ニュース欄＞「川越近郊を探る」「駿河紀行」「武蔵野スクラッブ2」
- 第17号（1951年11月）もはゆに24＜ニュース欄＞「西武キハ111形探究記」
- 第18号（1951年12月）「鹿島参宮鉄道探訪」「信濃路より東北の旅へ」もはゆに25＜ニュース欄＞「奥多摩ニュース」
- 第19号（1952年4月）「武蔵野スクラップ3」「相模鉄道の改番と国電譲受車」「訂正と補足」「鉄道日記抄」
- 第20号（1952年6月）「房総半島をめぐって」「武蔵野スクラップ4」「常陸の電車」
- 第21号&第22号（1952年12月）「再び房総をめぐって」
- 第23号（1953年2月）「みちのくへ1」
- 第24号（1953年5月）「みちのくへ2」「沼尻鉄道B71をめぐって」もはゆに30＜ニュース欄＞「R.C.No.21・22を読んで」
- 別冊1（1953年8月）「奥羽路をゆく－青森から鶴岡まで」「小名浜臨港鉄道探訪」（共著）

### 機関車
機関車は、金田茂が主宰した「“機関車”刊行会」の会誌。大阪府工業奨励館にその事務局があった。
- 第7号（2-1号）（1951年8月）相模鐵道の車輌に関する訂正‥中川の指摘を受けて編集部が訂正

### RAILFAN
RAILFANは、鉄道友の会の会報。第1号は1954年（昭和29年）1月発行。
- 別冊1（1954年8月）気動車物語 私鉄編1
- 第10号（1954年10月）営業復活の魚沼線を訪ねて
- 第11号（1954年11月）日帰りの甲府行き
- 第12号（1954年12月）「もはゆに」幽霊弥彦線を歩く
- 第14号（1955年2月）初詣成田山
- 第16号（1955年4月）早春の水戸行
- 第19号（1955年7月）日立の電気機関車
- 別冊2（1955年9月）気動車物語 私鉄編2
- 第27号（1956年3月）蒸気動車について
- 第28号（1956年4月）蒸気動車について補足
- 第29号（1956年5月）蒸気動車物語
- 第30号（1956年6月）蒸気動車物語
- 別冊3（1956年9月）気動車物語 私鉄編3
- 第34号（1956年10月）信州から岩代へ
- 第34号（1956年10月）「もはゆに」野村薫・三宅恒雄両氏へ
- 第47号（1957年11月）いばらき短信1
- 第52号（1958年4月）いばらき短信
- 第52号（1958年4月）九州旅行のスナップから
- 第95号（1961年11月）房総レポート
- 第137号（1965年5月）ゲテモノ探訪記1 鞍馬鋼索鉄道の巻
- 第139号（1965年7月）ゲテモノ探訪記2 近畿日本鉄道生駒鋼索鉄道の巻
- 第141号（1965年9月）ゲテモノ探訪記3 近畿日本鉄道生駒山雲上リフトの巻
- 第142号（1965年10月）新幹線開通1周年に当たって アンケート
- 第143号（1965年11月）ゲテモノ探訪記4 [続]吉野大峰ケーブル自動車架空索道の巻
- 第145号（1966年1月）ゲテモノ探訪記5 生きていたEとK
- 第147号（1966年3月）ゲテモノ探訪記6 大井川鉄道井川線（前）
- 第149号（1966年5月）ゲテモノ探訪記7 大井川鉄道井川線（後）
- 第151号（1966年7月）ゲテモノ探訪記8 “加藤”は単数ではない
- 第154号（1966年10月）ゲテモノ探訪記9 徳島市営眉山ロープウェイ（前）
- 第156号（1966年12月）ゲテモノ探訪記10 徳島市営眉山ロープウェイ（後）
- 第161号（1967年5月）ゲテモノ探訪記11 立山開発鉄道鋼索線 前
- 第162号（1967年6月）ゲテモノ探訪記12 立山開発鉄道鋼索線 後
- 第168号（1967年12月）ゲテモノ探訪記13 能勢電気軌道鋼索線・索道線
- 第175号（1968年7月）ゲテモノ探訪記14 関西電力黒部鉄道
- 第201号（1970年9月）保存蒸機をたずねて18 静岡鉄道B15
- 第203号（1970年11月）ブルーリボン賞授賞式と試乗会 大阪

### ＪＲＣリポート集 1 （1957年8月発行）
鉄道友の会車両調査部客貨車気動車グループの部会で配付された資料を取りまとめたもの。
- 最初の山陽特急客車について
- J.G.Brill会社製三軸ボギー台車の鉄道院基本型に就いて
- 電車型客車と客車型電車
- 私鉄の省型客車
- 関東大震災の災害客車と其の復旧に就いて－特に変形大型ボギー車と其の由来について－

### 鉄道ピクトリアル
鉄道ピクトリアルは、電気車研究会が発行する月刊鉄道趣味雑誌。1951年（昭和26年）7月創刊。
- 第25号（1953年8月）南武線－買収国電を探る6
- 第31号（1954年2月）字部・小野田線－買収国電を探る11（共著）
- 第37号（1954年8月）常磐紀行
- 第38号（1954年9月）常磐紀行(続)
- 第44号（1955年3月）ケーブルカー物語1
- 第45号（1955年4月）花園列車
- 第45号（1955年4月）ケーブルカー物語2
- 第46号（1955年5月）ケープルカー物語3
- 第50号（1955年9月）関東大震災を受けた(客車）たち
- 第105号（1960年4月）私鉄気動車に関する12章－その発達史的考察
- 第115号（1961年2月）多彩をきわめた気動車群 特集;東武鉄道
- 第118号（1961年5月）五日市線の想いで
- 第120号（1961年7月）電車化された常磐線を見る
- 第124号（1961年11月）身延線と山梨交通をみる
- 第127号（1962年2月）「日本の客車」落穂集1 木製客車の再吟味
- 第127号（1962年2月）「日本の客車」編集に参画して
- 第128号（1962年3月）セミナー「車両調査」－この一文を故田島貞次氏に捧げる
- 第129号（1962年3月）「日本の客車」落穂集2 地方鉄道のボギー客車の究明
- 第130号（1962年4月）「日本の客車」落穂集3 地方鉄道のボギー客車の究明
- 第131号（1962年5月）私設鉄道のC11、C12（共著）
- 第131号（1962年5月）「日本の客車」落穂集4 70系3等客車とその製造事情
- 第132号（1962年6月）ローカル線DCの種々相
- 第132号（1962年6月）変り種のDCを追って
- 第134号（1962年8月）新潟電化を現地にみる
- 第136号（1962年9月）ロープウェイ物語
- 第137号（1962年10月）特別急行列車50年概史 明治・大正時代の特急列車
- 第137号（1962年10月）水戸電気鉄道（失われた鉄道・軌道を訪ねて2）
- 第138号（1962年11月）続 ロープウェイ物語
- 第139号（1962年12月）私設鉄道などにおけるディーゼル機関車の発達
- 第140号（1963年1月）失われた鉄道・軌道を調べるには（失われた鉄迫・軌道を訪ねて5）
- 第141号（1963年2月）付記 静岡電気鉄道時代の電車について
- 第143号（1963年4月）鉄道記念碑めぐり6 “雨宮敬次郎”記念碑
- 第144号（1963年5月）1年後の伊豆急行
- 第147号（1963年7月）私鉄特急ロマンスカーの歩み
- 第148号（1963年8月）鉄道記念碑めぐり10 碓日嶺鉄道碑
- 第151号（1963年11月）続 私鉄特急ロマンスカーの歩み
- 第153号（1964年1月）鉄道動力考
- 第154号（1964年2月）釜石線とD50
- 第155号（1964年3月）常総筑波鉄道1（私鉄車両めぐり62）（共著）
- 第157号（1964年5月）常総筑波鉄道2（私鉄車両めぐり62）（共著）
- 第158号（1964年6月）常総筑波鉄道3（私鉄車両めぐり62）（共著）
- 第159号（1964年7月）ケーブルカー物語 続
- 第159号（1964年7月）常総筑波鉄道（私鉄車両めぐり）
- 第160号（1964年7月）茨城交通・水浜線
- 第160号（1964年7月）丸山車両覚書
- 第161号（1964年8月）内地の私鉄に譲渡された満鉄の客車
- 第162号（1964年10月）新幹線通し試運転に乗る
- 第166号（1965年1月）私鉄高速電車発達史(1)－第3部－終戦から現在まで
- 第167号（1965年2月）私鉄高速電車発達史(2)
- 第168号（1965年3月）私鉄高速電車発達史(3)
- 第169号（1965年4月）私鉄高速電車発達史(4)
- 第170号（1965年5月）私鉄高速電車発達史(5)
- 第171号（1965年6月）私鉄高速電車発達史(6)
- 第172号（1965年7月）私鉄高速電車発達史(7)
- 第174号（1965年8月）東京台空襲と省線電車－私の備忘メモから－
- 第175号（1965年9月）私鉄高速電車発達史(8)
- 第176号（1965年10月）日本電力時代の黒部鉄道
- 第176号（1965年10月）復活した大山ケーブルカーに乗る
- 第177号（1965年11月）国鉄型機械式ガソリン動車変遷史
- 第179号（1966年1月）私鉄高速電車発達史(9)
- 第180号（1966年2月）私鉄高速電車発達史(10)
- 第181号（1966年3月）両国駅断想
- 第181号（1966年3月）成田への鉄路をめぐって（上）
- 第182号（1966年4月）長野電鉄OSカーを見る
- 第185号（1966年7月）鉄道ピクトリアル創刊15周年記念懸賞論文入選発表
- 第185号（1966年7月）私鉄高速電車発達史(11)
- 第187号（1966年8月）建設面からみた樺太鉄道の40年
- 第188号（1966年9月）私鉄高速電車発達史(12)
- 第190号（1966年11月）四国の私鉄の80年
- 第192号（1967年1月）私鉄高速電車発達史(13)
- 第194号（1967年3月）私鉄高速電車発達史(14)
- 第196号（1967年5月）運輸部門からみた樺太鉄道の40年
- 第197号（1967年6月）台湾鉄路寸見
- 第198号（1967年7月）私鉄高速電車発達史(15)
- 第201号（1967年9月）《清水ずい道開通前史》上越軽便線の記録
- 第207号（1968年3月）私鉄高速電車発達史(16)
- 第207号（1968年3月）ヨーロッパのマイカー輸送作戦
- 第209号（1968年5月）私鉄高速電車発達史(17)
- 第211号（1968年7月）私鉄高速電車発達史(18)
- 第211号（1968年7月）富山地方鉄道ノート
- 第213号（1968年8月）私鉄高速電車発達史(19)
- 第213号（1968年8月）富山電気鉄道所属車ノート
- 第214号（1968年9月）書評「資料・日本の私鉄」和久田康雄著
- 第214号（1968年9月）北陸における民営鉄道の系譜
- 第214号（1968年9月）資料 北陸の“失われた鉄道・軌道”一覧
- 第218号（1968年12月）私鉄高速電車発達史(20)
- 第218号（1968年12月）北陸鉄道ノート(3)
- 第219号（1969年1月）近畿日本鉄道系譜
- 第220号（1969年2月）赤字線を考える
- 第221号（1969年3月）私鉄高速電車発達史(21)
- 第222号（1969年4月）商用周波数交流電化発祥地ヘレンタール線
- 第224号（1969年5月）私鉄高速電車発達史(22)
- 第225号（1969年6月）九州地方における民営鉄道の系譜（上）
- 第226号（1969年7月）九州地方における民営鉄道の系譜（下）
- 第227号（1969年8月）韓国における鉄道網の形成過程
- 第230号（1969年11月）西武鉄道の系譜
- 第234号（1970年2月）西武鉄道の蒸気機関車
- 第235号（1970年3月）京阪神急行電鉄の系譜
- 第236号（1970年4月）日本におけるモノレールの沿革
- 第237号（1970年5月）日本における蒸気機関車保存の沿革
- 第238号（1970年6月）私鉄高速電車発達史(23)
- 第240号（1970年8月）私鉄高速電車発達史(24)
- 第241号（1970年9月）私鉄高速電車発達史(25)
- 第244号（1970年11月）ボルネオ・サバ州営鉄道をみる
- 第244号（1970年11月）私鉄高速電車発達史(27)
- 第245号（1970年12月）私鉄高速電車発達史(28)
- 第245号（1970年12月）クワイ川橋りょうを見る
- 第246号（1971年1月）名古屋鉄道の系譜
- 第247号（1971年2月）私鉄高速電車発達史(29)
- 第248号（1971年3月）私鉄高速電車発達史(30)
- 第250号（1971年5月）書評「RAIL FAN別冊 鉄道研究」鉄道友の会
- 第250号（1971年5月）私鉄高速電車発達史(31)
- 第253号（1971年7月）私鉄高速電車発達史(31)
- 第254号（1971年8月）私鉄高速電車発達史(32)
- 第255号（1971年9月）書評「私鉄ガイドブックシリーズ6」慶應大学鉄研編
- 第255号（1971年9月）私鉄高速電車発達史(33)
- 第256号（1971年10月）日本における蒸気動車の沿革
- 第257号（1971年11月）私鉄高速電車発達史(34)
- 第258号（1971年12月）大都市圏における通勤路線の特性
- 第261号（1972年2月）私鉄高速電車発達史(35)
- 第264号（1972年4月）私鉄高速電車発達史(36)
- 第266号（1972年6月）私鉄高速電車発達史(37)
- 第267号（1972年7月）私鉄高速電車発達史(38)
- 第268号（1972年8月）私鉄高速電車発達史(39)
- 第269号（1972年9月）東京急行電鉄の系譜
- 第273号（1972年12月）東シベリアの鉄道を見る
- 第274号（1973年1月）変身した開発鉄道 日本の黒部・台湾は阿里山
- 第274号（1973年1月）お召し列車100年
- 第275号（1973年2月）日本列島改造論と国有鉄道
- 第276号（1973年3月）京成電鉄の系譜
- 第278号（1973年5月）京王帝都電鉄の系譜
- 第280号（1973年7月）中央線快速電車への道
- 第287号（1973年12月）貨主客従の横顔ー貨物に賭ける中小私鉄
- 第294号（1974年6月）悲願は潰えた公共企業体
- 第296号（1974年8月）戦争と鉄道(上)
- 第297号（1974年9月）戦争と鉄道(中)
- 第298号（1974年10月）戦争と鉄道(下)
- 第299号（1974年11月）"TOY"Railway後日談
- 第301号（1975年1月）戦争と鉄道－日本編(1)－
- 第302号（1975年2月）戦争と鉄道－日本編(2)－
- 第306号（1975年5月）戦争と鉄道－日本編(3)－
- 第307号（1975年6月）戦争と鉄道－日本編(4)－
- 第308号（1975年7月）戦争と鉄道－日本編(5)－
- 第311号（1975年10月）戦争と鉄道－日本編(6)－
- 第312号（1975年11月）戦争と鉄道－日本編(7)－
- 第314号（1975年12月）戦争と鉄道－日本編(8)－
- 第320号（1976年5月）相模鉄道の系譜
- 第321号（1976年6月）3等寝台車の設計事情とその就役
- 第323号（1976年8月）戦争と鉄道（続1）
- 第324号（1976年9月）戦争と鉄道（続2）
- 第325号（1976年10月）戦争と鉄道（続3）
- 第326号（1976年11月）幹線電化論の推移ー交流電化登場以前
- 第329号（1977年1月）〈資料〉世界の鉄道博物館
- 第329号（1977年1月）地下鉄に初めて乗った日本人
- 第330号（1977年2月）戦争と鉄道（続4）
- 第331号（1977年3月）戦争と鉄道（続5）
- 第333号（1977年5月）戦争と鉄道（続6）
- 第334号（1977年6月）戦争と鉄道（続7）
- 第336号（1977年7月）戦争と鉄道（続8）
- 第337号（1977年8月）日本ロープウェイ繁盛誌
- 第338号（1977年9月）戦争と鉄道（続9）
- 第339号（1977年10月）戦争と鉄道（続10）
- 第340号（1977年11月）戦争と鉄道（続11）
- 第341号（1977年12月）戦争と鉄道（完）
- 第349号（1978年6月）空港に逐われた鉄道
- 第349号（1978年6月）絵はがき切抜帳(6)
- 第350号（1978年7月）鉄道開業式を報じた外人記者
- 第350号（1978年7月）朝倉希一翁を悼む
- 第353号（1978年10月）常磐線80年のあしどり
- 第353号（1978年10月）絵はがき切抜帳(10)
- 第355号（1978年12月）紀勢本線の系譜
- 第355号（1978年12月）絵はがき切抜帳(12)
- 第358号（1979年2月）台湾鉄路の近況
- 第366号（1979年10月）鉄道エッセイ・漱石渡欧の途をたどる
- 第366号（1979年10月）絵はがき切抜帳(23)
- 第369号（1979年12月）食堂車走って100年－記念行事でにぎわうイギリス－
- 第372号（1980年2月）ロムニー豆鉄道を訪ねる（上）
- 第373号（1980年3月）ロムニー豆鉄道を訪ねる（下）
- 第374号（1980年4月）10代気動車栄光のころ
- 第375号（1980年5月）M'etro開業80年
- 第376号（1980年6月）Tubeがたどった90年
- 第376号（1980年6月）絵はがき切抜帳(30)
- 第379号（1980年9月）ロケット150の産業考古学
- 第382号（1980年11月）新・鉄道講座(32)
- 第382号（1980年11月）京阪間競争における京阪電車
- 第385号（1981年1月）足尾銅山観光をみる
- 第386号（1981年2月）曳索鉄道と架空索道
- 第388号（1981年4月）国鉄の外人観光客誘致
- 第391号（1981年7月）ケーブルカー物語を執筆のころ
- 第395号（1981年10月）水郡線・真岡線に見るローカル線政治史
- 第395号（1981年10月）書評「日本の私鉄」和久田康雄著
- 第398号（1981年12月）鉄鋼索線（ケーブルカー）の史的考察
- 第399号（1982年1月）外人墓地に眠るエドモンド・モレル
- 第402号（1982年4月）土浦駅回想
- 第403号（1982年5月）ホームズ「最後の事件」への道
- 第404号（1982年6月）東京馬車鉄道が走り出したころ
- 第406号（1982年7月）ホテル経営と鉄道事業
- 第408号（1982年9月）釜石への遠く険しい道－岩手軽便鉄道・釜石西線回顧
- 第409号（1982年10月）「特命全権大使」山岳鉄道に乗る
- 第410号（1982年11月）日本統治時代の臺東線
- 第410号（1982年11月）長崎電気軌道・熊本市交通局寸見
- 第411号（1982年12月）ライヘンバッハの滝を訪ねる－「最後の事件」実地探索
- 第412号（1983年1月）新潟県鉄道網の発達一国有鉄道編
- 第414号（1983年3月）バイエルンのローカル私鉄に乗る－「獨逸日記」ゆかりの地を歩く
- 第415号（1983年4月）4つもある鉄道発祥地の碑
- 第416号（1983年5月）飯田線形成への途
- 第417号（1983年6月）筑肥線－その今昔
- 第418号（1983年6月）写真解説 茨城交通茨城線の沿線から－廃止路線の記録
- 第418号（1983年6月）写真解説 昭和20年代あの日あの時あの車両
- 第418号（1983年6月）関東地方ローカル私鉄紀行 車両を育てて30余年（座談会）
- 第418号（1983年6月）標準電車・気動車設定の背景
- 第418号（1983年6月）直通客はたった1人
- 第419号（1983年7月）異境に残る明治の情景（まらそん・るぽ／ここにこんなものが4）
- 第421号（1983年9月）日本近代鋼索鉄道史－1918年〜1954年
- 第422号（1983年9月）「みみずのたはごと」が描く京王沿線
- 第423号（1983年10月）専用列車が走る日製水戸工場（まらそん・るぼ／ここにこんなものが7）
- 第425号（1983年12月）大阪地下鉄の系譜
- 第426号（1984年1月）写真解説 流線型無残
- 第428号（1984年2月）写真解説 暖房車マヌ34形のおいたち
- 第429号（1984年3月）キハ55系と準急「日光号」
- 第431号（1984年4月）地方私鉄の盛衰（甲信越・東海地方の私鉄）
- 第431号（1984年4月）写真解説 昭和20年代 あの日あの時あの車両－甲信越・東海地方ローカル私鉄紀行
- 第432号（1984年5月）写真解説 貨物列車・その良き時代
- 第433号（1984年6月）写真解説 大雄山線思い出のシーン
- 第436号（1984年9月）大井川鉄道を語る（座談会）
- 第437号（1984年10月）国電の始祖－デ963形
- 第440号（1984年12月）東海道線－その歴史的役割
- 第441号（1985年1月）鉄道趣味（座談会）
- 第445号（1985年3月）関西圏ローカル民鉄8社の推移
- 第451号（1985年8月）史実でつづる通勤・通学輸送
- 第451号（1985年8月）写真解説 新交通システム化で消えた西武山口線762mmの記録
- 第452号（1985年8月）資材欠乏時にでも窓にガラスがついていた！（阪神電車と私）
- 第454号（1985年10月）山手線の形成と役割
- 第456号（1985年12月）都営地下鉄への道
- 第456号（1985年12月）写真解説 都営地下鉄新宿線の前世－江戸川区の路面電車と無軌条電車
- 第458号（1986年1月）漱石も見た筈の情景－ハイランドの印象（鉄道のある情景1）
- 第459号（1986年2月）「密柑」の踏切を探す（鉄道のある情景2）
- 第460号（1986年3月）「盲目の皇帝」を求めての旅（鉄道のある情景3）
- 第462号（1986年4月）碓水峠を越えた鉄道馬車（鉄道のある情景4）
- 第463号（1986年5月）舞子駅長は師団軍医部長に優る－鴎外、小倉赴任の足どり（鉄道のある情景5）
- 第465号（1986年6月）あまりにも高いユングフラウ鉄道（鉄道のある情景6）
- 第466号（1986年7月）バデイントン発4時50分（鉄道のある情景7）
- 第466号（1986年7月）キハニ36450形無残！
- 第467号（1986年8月）中央線開業の歴史過程
- 第467号（1986年8月）木曾谷の鉄路をたどる－「夜明け前」の舞台（鉄道のある情景8）
- 第468号（1986年8月）写真解説 流線型トリオの活躍－あの時の相鉄
- 第469号（1986年9月）存在を無視された横浜停車場－ニュース・ソースが古い「八十日間世界一周」（鉄道のある情景9）
- 第469号（1986年9月）写真解説 思い出のカラースライドから4
- 第470号（1986年10月）寅彦ループ線に驚く（鉄道のある情景10）
- 第470号（1986年10月）写真解説 思い出のカラースライドから5
- 第471号（1986年11月）草の野にもどったターミナル（鉄道のある情景11）
- 第471号（1986年11月）写真解説 思い出のカラースライドから6
- 第472号（1986年12月）鶴見線の形成過程－臨海工業地域と鉄道とのかかわり
- 第472号（1986年12月）寝台車で旅をしたカナリヤ（鉄道のある情景12）
- 第473号（1986年12月）博物館明治村と鉄道文化財
- 第474号（1987年1月）分野別に見た技術史 気動車
- 第474号（1987年1月）車窓から貝塚をみつけた動物学者（鉄道のある情景13）
- 第475号（1987年2月）「ドナウの泉」を訪ねる旅（鉄道のある情景14）
- 第475号（1987年2月）幻の野岩鉄道
- 第476号（1987年3月）公子ビュッフェでたじろぐ（鉄道のある情景15）
- 第477号（1987年3月）東北6県ローカル私鉄の歴史過程
- 第478号（1987年4月）鉄道趣味も育てた「小学国語読本」（鉄道のある情景16）
- 第478号（1987年4月）富士急行に在籍したキハ58系
- 第479号（1987年5月）日光への結構な旅（鉄道のある情景17）
- 第481号（1987年6月）ギリシャからの手紙を読む（鉄道のある情景18）
- 第481号（1987年6月）写真解説 回想の筑波鉄道
- 第483号（1987年8月）1・2等寝台「18」列車の思い出
- 第483号（1987年8月）東中野駅閑景（鉄道のある情景19）
- 第483号（1987年9月）「奇巌城」への道－少年探偵がリュバンと対決（鉄道のある情景20）
- 第485号（1987年10月）余りにも無茶な出来事－横車を押した進駐軍幹部（鉄道のある情景21）
- 第486号（1987年10月）写真解説「旧京成電鉄」のころ
- 第486号（1987年10月）荷風がえがく「玉の井」への道－「墨東綺譚」の取材路を探る
- 第487号（1987年11月）汽車も出てくる「フランス通信」（鉄道のある情景22）
- 第488号（1987年12月）阪和線形成への道
- 第489号（1987年12月）営団地下鉄の史跡をたどる
- 第491号（1988年2月）反戦を訴える少女の像－二宮駅戦災の悲愴な証言（鉄道のある情景23）
- 第492号（1988年3月）修学旅行を彩る連絡船（鉄道のある情景24）
- 第493号（1988年3月）中国地方ローカル私鉄の歴史過程
- 第494号（1988年4月）ストーブと旅した少年（鉄道のある情景25）
- 第497号（1988年6月）イタリアの御殿場線に乗る
- 第498号（1988年7月）途中下車の散財で路銀消滅（鉄道のある情景26）
- 第500号（1988年9月）鉄道ピクトリアル編集委員会座談会 創刊500号を語る
- 第501号（1988年9月）再生の転機を培う「湘南電車」
- 第503号（1988年11月）横須賀線の歴史過程
- 第503号（1988年11月）いまは昔の視野内風景（鉄道のある情景27）
- 第507号（1989年2月）奥羽線福島－米沢間（板谷峠）の建設、政良史
- 第509号（1989年3月）九州・四国・北海道地方ローカル私鉄の歴史過程
- 第510号（1989年4月）水戸をめぐる鉄道開業の経緯－常磐線100年の軌跡
- 第513号（1989年6月）写真解説 かつて見たローカル線 国鉄川俣線の記録
- 第514号（1989年7月）私が記録した列車編成記録ノート2 変り種客車を追って
- 第516号（1989年9月）わたらせ渓谷鐵道沿線を探る
- 第516号（1989年9月）写真解説 わたらせ渓谷鐵道沿線を探る
- 第520号（1989年12月）大阪環状線の形成過程
- 第520号（1989年12月）写真解説 旧形荷物電車のアルバムから
- 第522号（1990年1月）電車100年の名車列車伝－私鉄高速電車（20選）
- 第525号（1990年3月）総説：日本の地下鉄
- 第526号（1990年4月）写真解説 磐越西線、只見線の施設探索
- 第526号（1990年4月）磐越西線、只見線の施設探索
- 第535号（1990年11月）紙碑 高松吉太郎さんを悼む
- 第536号（1990年12月）関西本線成立の経緯
- 第537号（1990年12月）写真解説 大規模改番直後のゲテモノ編成－あの時の東武鉄道
- 第541号（1991年3月）北海道内鉄道網の歴史過程
- 第543号（1991年5月）紙碑 田中隆三さんを偲んで
- 第545号（1991年7月）写真解説 橋梁・隧道を訪ねて天竜渓谷瞥見
- 第545号（1991年7月）橋梁・随通を訪ねて天竜渓谷瞥見
- 第546号（1991年7月）写真解説 1800系の生い立ち－あの時の小田急
- 第548号（1991年11月）東北本線成立の歴史過程
- 第554号（1992年1月）在来線特急80年の軌跡
- 第557号（1992年3月）九州におけるJR在来線の歴史過程
- 第557号（1992年3月）写真解説あの頃の熊本市電
- 第557号（1992年3月）九州紀行から
- 第560号（1992年5月）写真解説 1950年代の西武鉄道各線
- 第560号（1992年5月）写真解説 上石神井車庫1949年
- 第560号（1992年5月）「武蔵野夫人」と西武鉄道
- 第561号（1992年6月）ポートサイド往復
- 第562号（1992年7月）京浜東北線への歴史過程
- 第569号（1992年12月）南武、青梅、五日市線の歴史過程
- 第569号（1992年12月）写真解説 近鉄電車1949年（あの時の近鉄）
- 第569号（1992年12月）幻に終わった関急電車利用の参宮旅行
- 第570号（1993年1月）碓氷峠100年：アプト式鉄道の形成
- 第572号（1993年3月）「臨海鉄道」前史
- 第573号（1993年4月）北陸本線の形成
- 第574号（1993年4月）四国における鉄道網の歴史過程
- 第579号（1993年8月）房総の鉄道 路線網の歴史過程
- 第579号（1993年8月）写真解説 1950年代の房総地区
- 第586号（1994年1月）鋼索鉄道の遺構がある箸蔵山（まらそんるぽ／ここにこんなものが71）
- 第587号（1994年3月）写真解説 台湾とタイでみた日本形蒸機
- 第592号（1994年7月）写真解説 おもいでの貨車を拾う
- 第594号（1994年8月）山陽本線の歴史過程
- 第594号（1994年8月）「八ヶ岳馬車トロッコ」をめぐる記録
- 第595号（1994年3月）信州の鉄道 路線網の系譜
- 第596号（1994年10月）岩倉使節団ダブルデッカーの展望を楽しむ－121年前の乗車記史
- 第600号（1994年12月）写真解説 営業廃止直前の砧線
- 第600号（1994年12月）江分利満氏が乗る昭和30年代の東横線
- 第601号（1995年6月）写真解説 佐貫駅の表情
- 第602号（1995年2月）同床異夢な水郡線活性化対策検討委員会
- 第608号（1995年7月）東京地下鉄道成立前史を語る「東京地下鉄」
- 第609号（1995年8月）函館、千歳、室蘭線の歴史過程
- 第609号（1995年8月）写真解説 昭和30年道央の路面電車
- 第617号（1996年2月）22私鉄「戦時買収」の経緯
- 第623号（1996年7月）写真解説 日立電鉄モハ13形の足跡
- 第623号（1996年7月）日立電鉄モハ13形の足跡
- 第626号（1996年9月）北陸地方鉄道網の歴史過程
- 第629号（1996年11月）信越本線の歴史過程
- 第629号（1996年11月）写真解説 信越本線 鋳鉄柱橋脚の跨線歩道橋
- 第631号（1997年1月）蒸気機関車転向の立役者－ターンテーブルの機構と来歴
- 第631号（1997年1月）写真解説 ターンテーブルあれこれ
- 第632号（1997年1月）京成本線荒川橋梁の謎
- 第636号（1997年4月）松尾鉱業（鉄道史の興味・研究－今はなき私鉄を訪ねた日々
- 第638号（1997年6月）写真解説 1950年代当初の秋田市電
- 第638号（1997年6月）1950年代当初の秋田市電
- 第640号（1997年7月）起点・終点を地下ターミナルとした最初の事例（特集：阪神電気鉄道
- 第641号（1997年8月）写真解説 峠の釜めし」 包装紙コレクション
- 第641号（1997年8月）「峠の釜めし」包装紙コレクション
- 第641号（1997年8月）「アプト式歯軌条鉄道」採用の経緯
- 第642号（1997年9月）富山地方鉄道の歴史過程
- 第645号（1997年11月）宇部・小野田・可部・福塩線の歴史過程－3路線の私鉄時代から現在に至る路線形成
- 第645号（1997年11月）写真解説 1970年当時のペナン島のケープルカー
- 第647号（1997年12月）電化当初の越生線探訪記
- 第648号（1998年2月）まもなく架設100年になる鈑桁の清見寺跨鮮歩道橋（まらそん・ルポ／ここにこんなものが84）
- 第650号（1998年3月）写真解説 JR西日本宮島航路を訪ねて
- 第651号（1998年4月）日本最初のガソリン動車導入をめぐって
- 第652号（1998年4月）頸城鉄道（鉄道史の興味・研究－今はなき私鉄を訪ねた日々）
- 第652号（1998年4月）伊豆箱根鉄道軌道線（鉄道史の興味・研究－今はなき私鉄を訪ねた日々）
- 第654号（1998年6月）常磐線普通列車の思い出－1950・1970代を中心に
- 第656号（1998年7月）京急穴守線（空港線）をめぐって
- 第658号（1998年9月）キハ10000形と私
- 第661号（1998年11月）秩父鉄道の歴史過程
- 第661号（1998年11月）写真解説 1951年－秩父鉄道の車輌たち
- 第665号（1999年2月）奥羽本線の形成
- 第672号（1999年7月）昭和20年代中期の相模鉄道
- 第674号（1999年9月）笹子隧道貫通への途－峠越え路線の系譜
- 第681号（2000年2月）「湘南電車」処女運転の出発地となった富士見仮乗降場
- 第682号（2000年3月）紀勢本線形成への歴史過程
- 第684号（2000年5月）モハ63形電動客車の特性と功罪
- 第696号（2001年1月）占領軍が導入した車両技術
- 第697号（2001年2月）上越線の路線形成
- 第703号（2001年7月）「鉄道ピクトリアル」創刊期の人々
- 第709号（2001年11月）小海・飯山・大糸線の形成と変遷
- 第716号（2002年4月）昭和20年代半ばの多摩湖線－半世紀前への回想
- 第717号（2002年5月）写真解説 小田急向ヶ丘遊園を彩った「鉄道」
- 第717号（2002年5月）小田急向ヶ丘遊園を彩った「鉄道」
- 第719号（2002年7月）写真解説 スハ43系と同時期に登場した列車別時間表
- 第719号（2002年7月）スハ43系と同時期に登場した列車別時間表
- 第720号（2002年8月）北府中駅にかかわる特異な経緯と事物
- 第722号（2002年10月）川越電気鉄道の残影
- 第726号（2003年1月）私鉄高性能電車出現の意義
- 第726号（2003年1月）新聞広告にみる鉄道史の興味－関東圏の鉄道企業が掲載した昭和20年代半ばの新聞広告
- 第728号（2003年2月）八戸駅が尻内駅だった頃
- 第731号（2003年5月）校庭に捨てられていた省線電車の車側方向板
- 第731号（2003年5月）鉄道史研究 車両不足に対応しえた常総筑波鉄道の戦災復旧車
- 第732号（2003年6月）鉄道史研究 西武鉄道の気動車を調べる
- 第736号（2003年9月）鉄道史研究 買収国電の変わり種を拾う
- 第741号（2004年1月）新聞記事に見る1950年代鉄道の世相
- 第744号（2004年3月）大阪市政だよりNo.85附録「市電50年のあゆみ」から
- 第746号（2004年5月）鉄道史研究 誤読されがちだった旧版地形図
- 第751号（2004年9月）貨物列車しか通らなくなったループ線通過の思い出
- 第756号（2005年1月）桜木町事故とモハ63のかかわり
- 第757号（2005年2月）回想 私の鉄道趣味史 バイブル役を果たした「半鋼製省線電車」－鉄道少年基礎作り－
- 第758号（2005年3月）回想 私の鉄道趣味史 社会人鉄道ファンとの出会い－交通科学研究会にあきたらず東京鉄道同好会に入る－
- 第759号（2005年3月）丸ノ内線池袋－お茶ノ水 着工から開業まで
- 第760号（2005年4月）回想 私の鉄道趣味史 地理学野外実習に便乗した調査旅行－ローカル私鉄を主体にコースを組む－
- 第761号（2005年5月）回想 私の鉄道趣味史 卒業論文を野菜の鉄道輸送で書く－足かけ3日の輸送試験で大阪市場に行く－
- 第762号（2005年6月）回想 私の鉄道趣味史 本務遂行が精一杯で趣味活動は不調－旅行も写真もままならなぬ5年間－
- 第763号（2005年7月）回想 私の鉄道趣味史 ピクトリアル編集委員の立場で数多くのレポートを書く－車両史から地域別鉄道史への転向－
- 第764号（2005年8月）回想 私の鉄道趣味史 乗り歩きから調査にまで広がった外国旅行－産業遺産への着目－
- 第765号（2005年9月）回想 私の鉄道趣味史 文学作品と鉄道のかかわりを究明する－内容抽出から内容分析へ進化－
- 第766号（2005年10月）回想 私の鉄道趣味史 歴史的な鉄道橋梁の実地探索に励む－それでも手つかずが目立ったプレートガーター－
- 第768号（2005年11月）回想 私の鉄道趣味史 「おそかりし由良助」だが…－調べ続けてきた転車台と鋳鉄柱－
- 第769号（2005年12月）回想 私の鉄道趣味史 あまりにもマニアック－駅弁掛紙収集と駅前旅館探索－
- 第773号（2006年3月）「峠」を下りたシェルパ列伝
- 第775号（2006年5月）海外の「グリーン車」めぐり（共著）
- 第777号（2006年7月）1942年（昭和17年） 鐵道博物館見学記
- 第778号（2006年8月）「グリーン車学入門」への補説
- 第779号（2006年9月）スハ32系客車への補説
- 第780号（2006年10月）401〜415系とともに常磐線通勤30年
- 第782号（2006年11月）上野駅地平ホーム綺談二題
- 第783号（2006年12月）余部橋梁建設・保守への謎解き
- 第784号（2007年1月）国鉄急行列車 編成記録ノート（共著）
- 第790号（2007年6月）回想 中央本線のスイッチバック停車場
- 第796号（2007年11月）薄命だった武蔵野競技場支線
- 第804号（2008年6月）蒸気機関車に欠かせない舞台装置 転車台抄論
- 第808号（2008年9月）秋葉原貨物駅の記録

### 鉄道ファン
鉄道ファンは、交友社が発行する月刊鉄道趣味雑誌。1961年（昭和36年）創刊。
- 第494号（2002年6月）関東地方建設局荒川工作事務所とB形タンク機関車－日本の蒸気機関車製造史のしめくくりとしてのある記録
- 第502号（2003年2月）河港と連絡したエンドレスの蒸気鉄道

### トランヴェール
トランヴェールはJR東日本エリアの新幹線（東北・山形・秋田・上越・長野）の座席配備されている雑誌
- 第25号（1990年5月）鴎外「ベルリン市中の汽車」に乗る
- 第26号（1990年6月）「斜陽」ふるさと津軽
- 第27号（1990年7月）東アルプスの谷間にデートした茂吉
- 第28号（1990年8月）少年に追いつかれかけたへつつい
- 第29号（1990年9月）漱石、英仏海峡を渡る
- 第30号（1990年10月）デモ隊上京を駅頭で阻止
- 第31号（1990年11月）ラップランドを旅した寅彦
- 第32号（1990年12月）ねたみがこうじて駅名を聞き達う
- 第33号（1991年1月）有料特殊サービスもあったシペリア鉄道
- 第34号（1991年2月）美人に引かれた客引きの旅
- 第35号（1991年3月）虚子父娘も乗ったビークトラム
- 第36号（1991年4月）「水上」よりひなびていた「湯沢」
- 第91号（1996年11月）鈍行列車のぜいたく
- 第92号（1996年12月）パック旅行の発明者

### 週刊鉄道の旅
週刊鉄道の旅は、講談社が2003年1月30日から2004年4月8日にかけて50冊＋別巻10冊を毎週刊行した。
- 第5号（2003年2月27日）鉄道メモリアル(5)そこのけ、そこのけ、陸蒸気が通る
- 第7号（2003年3月13日）鉄道メモリアル(7)“マッチ箱の”中の不純異性交遊
- 第9号（2003年3月27日）鉄道メモリアル(9)畑の中に停まって野菜を積んだ貨物列車
- 第11号（2003年4月10日）鉄道メモリアル(11)長旅42年、たたまれた“お座敷列車”
- 第13号（2003年4月24日）鉄道メモリアル(13)二度も引導を渡された「盲腸線」
- 第15号（2003年5月8日）鉄道メモリアル(15)2度も日本最東端になった国鉄根室駅
- 第17号（2003年5月29日）鉄道メモリアル(17)最北端の駅あれこれ
- 第19号（2003年6月12日）鉄道メモリアル(19)海水浴客争奪バトル
- 第21号（2003年6月26日）鉄道メモリアル(21)新婚旅行専用列車も走った「温泉準急」
- 第23号（2003年7月10日）鉄道メモリアル(23)早朝でも駅弁が買えた静岡駅
- 第25号（2003年7月24日）鉄道メモリアル(25)いざ出発！ 修学旅行専用列車
- 第27号（2003年8月7日）鉄道メモリアル(27)国鉄の客車を引いた私鉄の電車
- 第29号（2003年8月21日）鉄道メモリアル(29)バッテリーで乗った列車
- 第31号（2003年9月11日）鉄道メモリアル(31)「走る喫茶室」の半世紀
- 第33号（2003年9月25日）鉄道メモリアル(33)お転婆娘の「虫よけ」に使われた、京浜線の二等車
- 第35号（2003年10月9日）鉄道メモリアル(35)帰省客とゴミを満載した急行「津軽」
- 第37号（2003年10月23日）鉄道メモリアル(37)公害訴訟に勝利した「信玄公旗掛松」
- 第39号（2003年11月6日）鉄道メモリアル(39)どちらも“トデン”と申します
- 第41号（2003年11月20日）鉄道メモリアル(41)日本一高く上った日光の路面電車
- 第43号（2003年12月4日）鉄道メモリアル(43)貨車でもお客を運び続けた記録
- 第45号（2003年12月18日）鉄道メモリアル(45)山陽ホテルと下関駅前盛衰史
- 第47号（2004年1月1日）鉄道メモリアル(47)『津軽』で見くびられた芦野公園駅
- 第49号（2004年1月22日）鉄道メモリアル(49)日本一短い鉄道の記録
- 第50号（2004年1月29日）鉄道メモリアル(50)『塩狩峠』実地検証

### ［L］EXPRESS
［L］EXPRESSは、茨城大学鉄道研究会の会誌。1981年（昭和56年）11月創刊。
- 第1号（1981年11月）鉄道研究会設立にあたってII

### ［L］SUPER EXPRESS
［L］SUPER EXPRESSは、茨城大学鉄道研究会OB会の会誌。1991年（平成3年）11月創刊。
- 第4号（1996年3月）山岳展望の旅

### クラリオンバス機器ニュース（BUS WAVE）
```
第151号から「BUS WAVE」と改題
```

- 第86号（1988年8月）車内のモラルいまむかし
- 第87号（1988年10月）お江戸へ参上の急行バス
- 第88号（1988年12月）車掌さんが競った車窓案内
- 第89号（1989年2月）復興にひと役買った軍用自動車
- 第90号（1989年4月）昭和30年〜40年代の長距離パス
- 第91号（1989年6月）運転者が唱う佐渡おけさ
- 第92号（1989年8月）50年代に東京、大阪などにトロリーバス登場
- 第93号（1989年10月）相互乗り入れの先祖は通勤バスだった
- 第94号（1989年12月）バスに追われた路面電車
- 第95号（1990年2月）自動化が解消させた車掌哀史
- 第96号（1990年4月）プラットホームにバスが横づけ。
- 第97号（1990年6月）思い出の「木炭バス」
- 第98号（1990年8月）昭和初年、代替バス走る
- 第99号（1990年10月）不特定多数の乗客で貸切バスが動く
- 第100号（1990年12月）思い出の中野乗合自動車
- 第101号（1991年2月）よき時代修学旅行に百貨店見学が
- 第102号（1991年4月）美幌駅のレールパス
- 第103号（1991年6月）スキー置場にも使えた展望台
- 第104号（1991年8月）雲上バスの口あけは乗鞍岳
- 第105号（1991年10月）レールのない鉄道会社 昔の名前で出ています
- 第106号（1991年12月）新宿西口大変身
- 第107号（1992年2月）酷道、険道、損道のころ
- 第108号（1992年4月）省営パスは開業にあたって国産車を採用
- 第109号（1992年6月）「わんわんバス」のご先祖「グレイハウンド」
- 第110号（1992年8月）今昔感無量の踏切風景
- 第111号（1992年10月）電車営業廃止前に代替バスが走る
- 第112号（1992年12月）永持ちしていたSLとCOE
- 第113号（1993年2月）水上バスvs陸上バス
- 第114号（1993年4月）小河内ダム工事現場見学ツアーへ
- 第115号（1993年6月）村営バス、マイクロバスが珍しかったころ。
- 第116号（1993年8月）むかしはここがパスターミナル
- 第117号（1993年10月）“いっそ小田急で逃げましょか”のころ
- 第118号（1993年12月）「玉電」変身を支えたバス
- 第119号（1994年2月）クランクに悩まされたバス
- 第120号（1994年4月）主役の座を失った鋼索鉄道（ケーブルカー）
- 第121号（1994年6月）途中が切れても五新線
- 第122号（1994年8月）女子車掌が乗車していたレールバス
- 第123号（1994年10月）今も健在杖突峠のレストストップサービス
- 第124号（1994年12月）プラットホームは残った
- 第125号（1994年2月）山合いに響くメロディ
- 第126号（1994年4月）割り込み横行で市電もバスも四苦八苦
- 第127号（1995年6月）よくみてください。ちがうでしょう
- 第128号（1995年8月）韓国高速バス事情
- 第129号（1995年10月）一般道を走り 鉄道よりも安い 代替長距離パス
- 第130号（1995年12月）四十年後、同じ場所で 写しました。
- 第131号（1996年2月）バスばなれ対策にスペシャル・クーポン
- 第132号（1996年4月）どちらも裏焼きではありません
- 第133号（1996年6月）日本にもある頭端式バスターミナル
- 第134号（1996年8月）郵袋積みこみトレーラーを牽くローカルバス
- 第135号（1996年10月）オレンジ色舗装のバスレーン
- 第136号（1996年12月）台湾中部ローカルバス事情
- 第137号（1997年2月）富士にはボンネットバスもよく似合う
- 第138号（1997年4月）パークアンド・トレインライドで清里へ
- 第139号（1997年）ヤマネコバスが走る国境の島
- 第140号（1997年）山梨県の過疎地へのぴる東京の路線バス
- 第141号（1997年）思い出の大阪市営トロリーバス
- 第142号（1997年）工業都市を走ったトロリーバス
- 第143号（1997年2月）バス発祥記念碑が建つ浦川原
- 第144号（1998年4月）安全ドアを設けたバスターミナル
- 第145号（1998年6月）鉄道車両にも応用されたパス用のアンダーフロアエンジン
- 第146号（1998年8月）トンネルバスが転じて鉄道の待合室となる
- 第147号（1998年10月）韓国も走ったグレイハウンド
- 第148号（1998年12月）最後まで残った横浜市のトロリーバス
- 第149号（1999年2月）35年も働き続けーたレールバス
- 第150号（1999年）全国共通のバス・路面電車回数券のあるオランダ
- 第151号（1999年6月）好調に走るワンコインバス
- 第152号（1999年8月）起死回生策にならなかった「レール＆バスシステム」
- 第153号（1999年10月）営業廃止の電車路線を代替運行するオレンジバス
- 第154号（1999年12月）バスターミナルの屋根二態
- 第155号（2000年2月）観光客が上得意の100円バス
- 第156号（2000年4月）最東端の岬へ行バス
- 第157号（2000年6月）ワンコインで走るコミュニティバス
- 第158号（2000年8月）様変わりした駅前広場
- 第159号（2000年12月）駅という名のバスターミナル
- 第160号（2001年2月）ダブルライナーvs直通高速バス
- 第161号（2001年4月）Part2 昔の名前で出ています
- 第162号（2001年6月）安いJR vs 高速連絡パス
- 第163号（2001年8月）漢字表記もある釜山のバス
- 第164号（2001年12月）列車を降りたらワンコインバスで善光寺へ
- 第165号（2002年2月）ゼッケンを腰につける釧路のバス
- 第166号（2002年4月）バス窓がではじめたころ
- 第167号（2002年6月）傘貸します 傘売ります
- 第168号（2002年8月）バスターミナルの隣がターミナルホテル
- 第169号（2002年10月）一般道を快走運行した「なんごく」号
- 第170号（2002年12月）蜜柑の駅前に停まるバス
- 第171号（2003年2月）どれにもバスが描かれる姫路駅舎の油絵

- 第172号（2003年4月）ガイドさんと同行した修学旅行の下調べ
- 第173号（2003年6月）民宿の軒先で折り返す路線バス
- 第174号（2003年8月）50年前に写した箱根行きの急行バス
- 第175号（2003年10月）観光にはパーク＆バス・電車ライドを利用しよう
- 第177号（2004年2月）乗客は全員下車ソロリソロリと吊り橋を渡るバス
- 第178号（2004年4月）ＪＲ最北・最南の駅を発着する路線バス
- 第179号（2004年6月）「バスリンコ」が支えた観光路線
- 第180号（2004年8月）甲府駅前広場大変身
- 第181号（2004年10月）「バス」を路線に乗せたローカル私鉄
- 第182号（2004年12月）屋根付プラットホーム 高速バスの専用駐車場
- 第183号（2005年2月）終戦後まもなくPR誌を刊行した東海自動車
- 第184号（2005年4月）雲海をたどり千仞の谷を見下ろす山岳道路
- 第185号（2005年6月）路線延長で不要になった駐車スペースに賃貸フラットが建つ
- 第186号（2005年8月）三世代プラスα（ネイビー）のバスが陣取った弘前駅前広場
- 第187号（2005年10月）運賃を払えば自由に乗れた旅館のバス
- 第188号（2005年12月）「バスっ子」に追い払われた「汽車っ子」
- 第189号（2006年2月）手動式で手渡し併用の乗車券発売
- 第190号（2006年4月）国鉄急行列車ＶＳ私鉄長距離バス
- 第191号（2006年6月）半世紀も前にイメージペインティング
- 第192号（2006年8月）観光客の利用に気くばりするポストバス
- 第193号（2006年10月）「氷河特急」VSフルカ越えのポストバス
- 第194号（2006年12月）駅と中心市街地を結ぶ重要手段のバス
- 第196号（2007年4月）日本人は二人だけの都心観光記念写真
- 第197号（2007年6月）観光バスをカーフェリーに乗せて修学旅行
- 第201号（2008年2月）鉄板の線路をゴムタイヤで走るマイクロバス

### 常陽藝文
- 第86号（1986年6月号）茨城の鉄道 過去、現在、未来

### 東京人
- 第11号（1988年1_2月新春号）発揚と受難の東京駅史 焼けた丸屋根（ドーム）に灰色の月が・・・